# Jewish Care
Jewish Care ist eine Wohltätigkeitsorganisation, die über 70 Zentren in London und Südost-England führt. Sie unterstützt Sozialhilfeorganisationen für schutzlose Mitglieder der jüdischen Gemeinschaft. Darunter fallen Pflegeheime, Begegnungsstätten und Dienstleistungen wie Selbsthilfegruppen, Familienbetreuer und Telefonauskunftsstellen.
Die Organisation betreut pro Woche über 10.000 Menschen mit der Überzeugung, dass Juden Zugang zu fachgemäßen Serviceleistungen haben sollten, die deren Bedürfnissen gerecht werden. Dies spiegelt sich in der Betreuung hinsichtlich Tradition, Glaube und Kultur wider. Jüdische Feste, wie der Sabbat, werden in Heimen von Jewish Care und in Begegnungsstätten gefeiert. Die Betreuung wird für jeden, unabhängig wie sehr er seinen Glauben ausübt, angeboten.
Die Wohltätigkeitsorganisation beschäftigt 1400 Mitarbeiter und 3000 Freiwillige.

## Geschichte
Die Wohltätigkeitsorganisation entstand 1990 durch den Zusammenschluss von Jewish Welfare Board und Jewish Blind Society
Seitdem schlossen sich neun weitere Organisationen Jewish Care an, wie unter anderem:
- The Jewish Home and Hospital in Tottenham
- Food for the Jewish Poor (Suppenküche)
- British Tay-Sachs Foundation
- Clore Manor (Kooperation mit London Jewish Hospital)
- Hyman Fine House
- Stepney Jewish (B’nai B’rith) Clubs and Settlements
- Sinclair House - Redbridge Jewish Youth and Community Centre

Eine Zusammenarbeit erfolgt zudem mit der Otto Schiff Housing Association sowie der Jewish Mental Health Organisation (JAMI).
The Jewish Board of Guardians, gegründet in London im Jahr 1859, war einer der ältesten Wohltätigkeitsorganisationen, von der Jewish Care abstammt. Gail Ronson half beim Organisieren der Feier des 125. Jubiläums von Jewish Care im Jahr 1983, an der auch Prinz Charles und Prinzessin Diana teilnahmen.

## Dienstleistungen
Jewish Care bietet Dienstleistungen an für:
- ältere Personen
- Personen mit geistiger Behinderung
- Personen mit körperlicher oder sensorischer Behinderung (auch Personen mit Sehbehinderung)
- Holocaustüberlebende und Holocaustflüchtlinge
- Pfleger
- jüngere Personen

Die Organisation betreibt auch eine Info-Hotline.

## Stiftungsrat
- Vorsitzender: Steven Lewis[3]
- Vorsitzender-Stellvertreter: Debra Fox, Arnold Wagner OBE
- Finanzreferent: Michael Blake, Simon Friend
- Kuratoren: Linda Bogod, Michael Brodtman, Rachel Anticoni, Linda Bogod, Michael Brodtman, Antony Grossman, Gayle Klein, Douglas Krikler, Lord Livingston of Parkhead, Nicola Loftus,  Dean Noimark, Stuart Roden.
- Geschäftsführer: Simon Morris
- Präsident: Michael Levy, Baron Levy
- Ehrenamtliche Vorsitzende: David Young, Baron Young of Graffham, Dame Gail Ronson, Stephen Zimmerman

## Zitate
Tony Blair sagte in seiner Zeit als britischer Premierminister über die Organisation: „Jewish Care sind nicht nur jüdische Werte in Aktion. Es ist wahrhaftig das Beste der britischen Werte in Aktion. Ihr könnt wirklich, wirklich stolz auf eure Arbeit sein, die ihr macht.“
Jewish Care gehört zu den 100 größten UK-Wohltätigkeitsorganisationen, gemessen an den jährlichen Ausgaben.